# 拉巴尔姆代皮
拉巴尔姆代皮（法語：La Balme-d'Épy，法語發音：[la balm depi]）是法国汝拉省的一个旧市镇，属于隆斯勒索涅区。2018年，拉巴尔姆代皮并入市镇瓦勒代皮。

## 地理
拉巴尔姆代皮（46°22'49"N, 5°24'57"E）面积2.97 平方千米，位于法国勃艮第-弗朗什-孔泰大區汝拉省，该省份为法国东部内陆省份，北起上索恩省，西北接科多尔省，西临索恩-卢瓦尔省，南至安省，东与杜省和瑞士接壤。
与拉巴尔姆代皮接壤的市镇（或旧市镇、城区）包括：弗洛朗蒂亚、布尔西亚、瓦勒代皮、维勒尚特里亚、瓦勒叙朗。
拉巴尔姆代皮的时区为UTC+01:00、UTC+02:00（夏令时）。

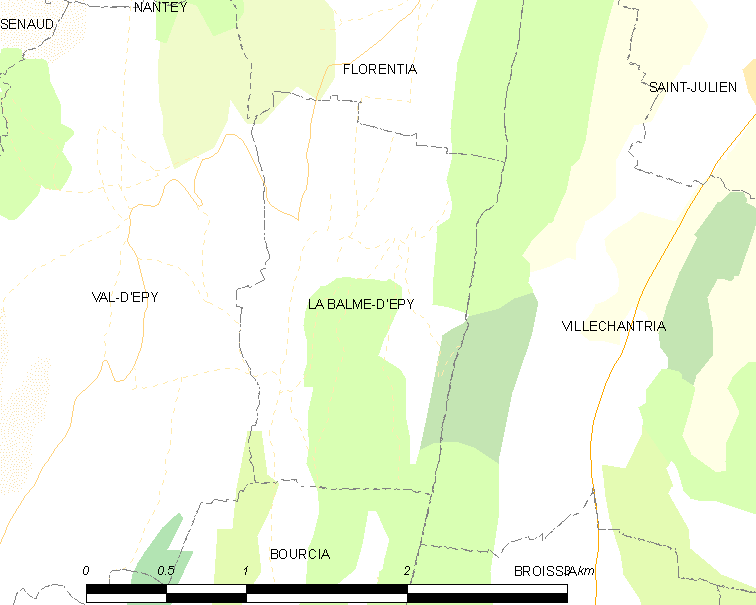
拉巴尔姆代皮的OSM定位图

## 行政
拉巴尔姆代皮的邮政编码为39320，INSEE市镇编码为39036。

## 政治
拉巴尔姆代皮所属的省级选区为圣阿穆尔县。

## 人口

1962-2008年间拉巴尔姆代皮人口变化图示

拉巴尔姆代皮于2018年1月1日时的人口数量为52人。